# Megaselia tamanae
Megaselia tamanae är en tvåvingeart som beskrevs av Ronald Henry Lambert Disney 1995. Megaselia tamanae ingår i släktet Megaselia och familjen puckelflugor. Inga underarter finns listade i Catalogue of Life.